# Видування вогню

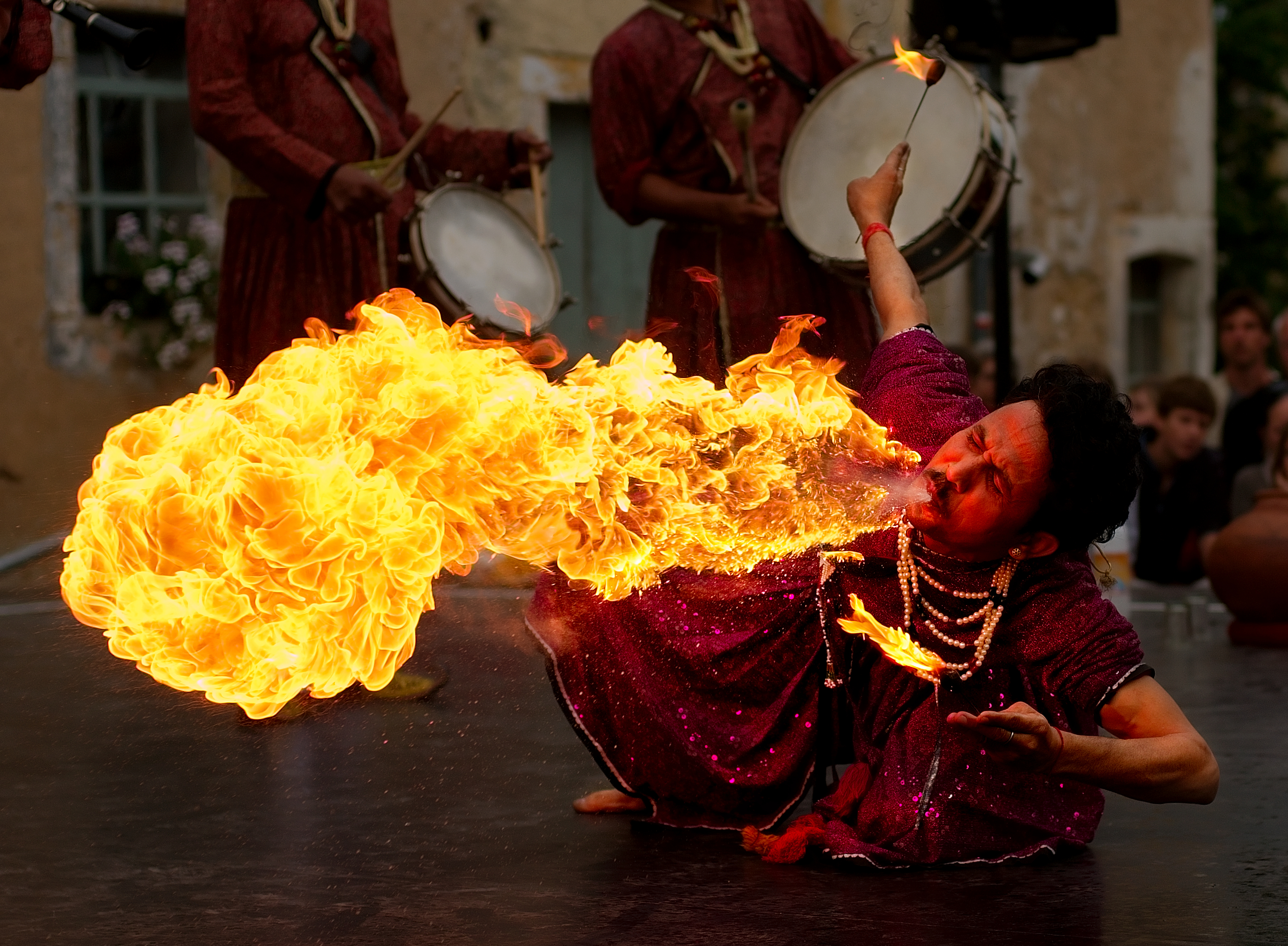

Видування вогню - цирковий трюк, що полягає в диханні спеціальним пальним паливом з рота на відкрите джерело вогню, яке розташоване в безпосередній близькості від рота, що призводить до виникненню вогняного потоку, що начебто видихається. Вважається, що даний трюк вперше зародився в Індії.
Цей трюк представляє велику і різноманітну небезпека для виконавця. Дихання вогнем - найнебезпечніший з усіх видів мистецтв, пов'язаних з вогнем . Навіть правильно зроблене вогняне дихання (при правильній техніці і безпечному паливі) може мати несприятливі наслідки для здоров'я, такі як (даний список ними не обмежується): 
- Смерть;
- Важкі опіки;
- рак рота, горла і органів дихання;
- Проблеми з зубами;
- виразки шлунка і його тканин;
- Паливне отруєння;
- Сухий кашель;
- Головний біль, запаморочення;
- Нудота, діарея, блювота, болі в животі.

Виконання трюку має передувати тривале навчання техніці, а під час самого виконання повинно використовуватися безпечне паливо (НЕ легкозаймисте), повинні також обов'язково регулюватися інші численні параметри, такі як температура спалаху, напрямок вітру, якщо трюк виконується на вулиці тощо . Наявність помічника, навченого техніці безпеки, з відповідними вогнегасником і ковдрою є обов'язковим пунктом в більшості страхових полісів для майстрів по диханню вогнем  .
У Книгу рекордів Гіннесса регулярно вноситься інформація про рекорди в різних напрямках вогняного дихання: наприклад, з одночасного вогненному диханню, «передачі» дихання від людинаи до людини до пуску струменя, висоті полум'я або тривалості його видування .